# Suong
Suong é uma cidade do Camboja, capital da província de Tbong Khmum.